# پیندا
پیندا (نام علمی: Pineda incana) نام یک گونه از خانواده بیدیان است.